# Avenue Victoria
Avenue Victoria je ulice v Paříži. Nachází se v 1. a 4. obvodu. Nese jméno britské královny Viktorie.

## Poloha
Ulice vede souběžně se Seinou od Place de l'Hôtel-de-Ville a končí na křižovatce s Rue des Lavandières-Sainte-Opportune a Rue Édouard-Colonne. Ulice je orientována z východu na západ.

## Historie
Avenue byla otevřena v roce 1854 v rámci přestavby Paříže během druhého císařství ve stejné době jako Rue de Rivoli či Boulevard de Sébastopol. Proražením nové ulice zmizelo několik ulic. Nová ulice nesla nejprve název Boulevard de l'Hôtel-de-Ville. Vyhláškou ze 3. října 1855 byla přejmenována na Avenue Victoria na počest britské královny Viktorie. Královna se dne 23. srpna 1855 zúčastnila recepce na pařížské radnici během své návštěvy světové výstavy.

## Významné stavby
- jižně od ulice stojí Théâtre de la Ville a Théâtre du Châtelet
- ulice tvoří jižní hranici Square de la Tour-Saint-Jacques, kde se nachází věž Saint-Jacques
- dům č. 3: sídlo Assistance publique – Hôpitaux de Paris
- dům č. 4: původně zde stál Pařížský archiv, který vyhořel dne 23. května 1871 během bojů za Pařížské komuny
- dům č. 5: v roce 1885 zde bydlel malíř Jules-Charles Choquet